# Георгий Жжонов
Георгий Степанович Жженов е съветски и руски театрален и филмов актьор, писател, мемоарист, общественик. Народен артист на СССР (1980). Лауреат на Държавната награда на РСФСР на името на. Братя Василиеви (1975).

## Биография
Роден на 9 (22) март 1915 г. в Петроград, на остров Василевски. Баща му Степан Филипович Жженов (1868 – 1940) произхожда от селяни[ неясно? ] в село Кесова гора, Кашински район, Тверска губерния; като дете се премества в Санкт Петербург, където работи при колега пекар. Жени се, но остава вдовец с деца (Анастасия (1899 – 1991), Прасковия (1901 – 1974), Мария (1903-след 1980), Клавдия (1906 – ?) и се жени втори път за младото сираче Мария Федоровна Щелкина (деца: Сергей (1911 – 1942), Борис (1913 – 1943), Георги (1915 – 2005), Надежда (1917 – 1995), Вера (1919 – ?). През 1921 г. складовият работник-артел Степан Жжонов е осъден на 3 месеца принудителен труд за контрареволюционна агитация. Материалите по делото показват, че Степан Жжонов е поддържал контакти с генерал А. Н. Майка му Мария Фьодоровна по време на борбата срещу НЕП е изгонена от Ленинград за незаконна частна търговия.
Първите 22 години от живота на Георгий са прекарани на остров Василиевски. През 1930 г., след като завършва седми клас, той постъпва в акробатичния отдел на Ленинградския естраден и цирков (хореографски) институт. Взима документи назаем от брат си и постъпва като Борис Жженов. Впоследствие той признава този факт, но му е простено. Година по-късно Георги, заедно със състудента Жорж Смирнов, репетира каскадно ексцентрично действие, наречено „Китайска маса“, и започва да изпълнява в Ленинградския цирк „Шапито“ като дует „2-Жорж-2“ в жанра на каскадната акробатика.
Той е забелязан от филмови работници в цирка. Те го канят да играе във филмовото студио „Ленфилм“ и му предлагат главната роля на тракториста Пашка Ветров във филма „Грешката на героя“ (1932). Той също участва във филмовото студио „Белгоскино“ (сега „Беларусфилм“). След това през 1932 г. той напуска цирковата си кариера и постъпва във филмовия отдел в Ленинградския колеж за сценични изкуства (сега Руски държавен институт за сценични изкуства), който завършва през 1935 г. Учителят му е режисьорът Сергей Герасимов. Преди да завърши института, успява да се снима в няколко филма: „Престолонаследникът на републиката“ (1934), „Златни светлини“ (1934) и „Чапаев“ (1934) в сцена с Б. А. Бабочкин.

### Репресии
След убийството на Сергей Киров през 1934 г. по-големият брат на Георги, Борис, е изключен от института. По-късно е възстановен и върнат в Ленинград. Но през декември 1936 г. той е извикан в НКВД, откъдето никога не се връща. Арестуван на 14 януари 1937 г. Осъден от Специалната колегия на Ленинградския областен съд на 27 март 1937 г. по чл. 58-10, част 1 от Наказателния кодекс на РСФСР до 7 години в изправителентрудов лагер и 3 години дисквалификация, изпратени в Ухтпечлаг, след това в лагера на Уст-Уса, от 6 септември 1939 г. – изправителен трудов лагер „Воркустрой“, умира от пелагра на 25 юли 1943 г. в изправителен трудов лагерр „Воркустрой“.
Семейство Жженови е депортирано в Казахстан. Георги проявява упоритост, отказва да бъде депортиран и е арестуван, но по искане на С. А. Герасимов е освободен и изпратен във филмовото студио „Ленфилм“.
По време на снимките на филма „Комсомолск“ (излязъл през 1938 г.) актьорът пътува с влак до тогавашния секретен Комсомолск на Амур, където от 1933 г. са построени два големи отбранителни завода – корабостроителен завод и авиационен завод. На път за снимките във влака се среща с американския военен аташе Филип Файмонвил, който пътува за Владивосток, за да се срещне с бизнес делегация. По-късно той го среща поне още два пъти след връщане от снимките – на гарата при пристигането и в „Болшой театър“ на представление. Военният аташе, срещнат от Жженов, според НКВД „е участвал в шпионаж на територията на СССР в полза на Съединените щати“. Това запознанство е записано от служители на съветските разузнавателни служби, чиито доклади служат като причина за обвинението на Жжонов в шпионска дейност. Следствието повдига обвинението, че Жженов е бил вербуван от американското разузнаване през септември 1937 г. На 4 – 5 юли 1938 г. е арестуван по обвинение в шпионаж и осъден през септември 1939 г. от Особено съвещание на НКВД на СССР по чл. 58-6 до 5 години трудови лагери. Транспортиран до Колима на 5 ноември 1939 г. До 1943 г. е в златните мини на „Далстрой“, където работи като диспечер в гаража на багерна станция. Понякога му се налага да работи като шофьор, а в последните години като хлебопекар.
Когато срокът на затвора изтича, Жженов е извикан при властите и му връчват официален документ с герб – подпис, че е запознат с решението за допълнителен срок, още 21 месеца в лагерите.
Докато е в затвора, през 1944 г. започва да играе на сцената на Магаданския музикално-драматичен театър на името на Максим Горки, като дебютира в главната роля в пиесата „Край стените на Ленинград“ от В. Вишневски. Самият той помни Магаданския театър като „луксозен“: трупата има около 200 актьори, те поставят драматични представления, опери, оперети и балети. Костюми са донесени в театъра от „Болшой театър“. Освободен е на 26 март 1945 г. и продължава актьорската си работа на свободна практика. На 27 декември 1946 г. подава оставка и заминава на „континента“ – европейската част на страната.

### Затворник в Норилск
По искане на С. Герасимов актьорът е изпратен в Свердловското филмово студио, но през 1948 г. студиото е затворено. Забранено му е да живее в столицата и той получава работа в драматичния театър в Павлово (неофициално – Павлово на Ока, област Горки).
На 2 юни 1949 г. отново е арестуван и на 11 юни осъден по чл. 58-6 по същото обвинение в шпионаж за заточение в селището в Норилск, където съпругата му Лидия Владимировна Воронцова е била в селището. До 1953 г. работи в Норилския полярен драматичен театър на името на Владимир Маяковски. През годините на работа в театъра той се запознава с Инокентий Смоктуновски и е негов сценичен партньор.

### В Ленинград
На 2 декември 1955 г. е напълно реабилитиран от Военния трибунал на Ленинградския военен окръг. Връща се в Ленинград и започва работа като актьор в Ленинградския областен драматичен театър (сега Театър „Литейни“). Скоро той отново е назначен като филмов актьор във филмовото студио „Ленфилм“ и започва да работи в киното. През 1960 г. постъпва на служба в театър „Ленсовет“.

### В Москва
През 1968 г. се премества в Москва и се присъединява към театър „Мосовет“.
В продължение на много години творческа дейност актьорът изигрва повече от сто роли в театъра и киното.
Той посвещава много енергия и време на социални дейности. Участва активно във военно-патронажната работа, говорейки в болници и военни части.[ неясно? ] Редовен участник в руски и международни филмови и театрални фестивали. Дълги години е бил член на Комисията по помилването към президента на Русия, а от 2004 г. – член на Съвета към президента на Руската федерация за насърчаване на развитието на институциите на гражданското общество и правата на човека.
Един от инициаторите за създаването на филмовия фестивал „Сталкер“.
Автор на повече от 10 книги с мемоари, включително за лагерния живот в Колима и полярния Норилск: „От „Глухар“ до „Жар птица““, „Долината Омчаг“, „Живял“ и други. Разказите са публикувани в съветски списания („Огоньок“ и др.).
На 4 декември 2004 г. е хоспитализиран с пневмония. След преглед Жжонов е диагностициран с рак на белия дроб. След лечение актьорът е изписан у дома, но на 16 ноември 2005 г. отново е хоспитализиран поради обостряне на заболяването. Седмица по-късно той се спъва през нощта, падна и си чупи бедрената кост. Опериран е: поставена му е френска ендопротеза – изкуствена става.
Умира на 8 декември 2005 г. на 91-годишна възраст в Москва, в болницата „Центросоюз“ от рак на белия дроб. Опелото се състои в московската катедрала на Въведението на Владимирската икона на Божията майка от Сретенския манастир на 10 декември. Погребан е на гробището Новодевичи (парцел № 10).